# جد ولعب (برنامج)
جد ولعب، برنامج مسابقات كويتي عرض الجزء الأول في عام 2007 وكان من تقديم أمل العوضي وفي الجزء الثاني وبعام 2009 قامت عبير الوزان بتقديم البرنامج، وفي عام 2010 قدمته حنان جابر والجزء الخامس والسادس قدمته شهد وكان الموسم السابع من نصيب المذيعة أماني البلوشي، ثم قامت فوز الشطي بالجزء الثامن بعام 2014 جد ولعب بتقديم برنامج جد ولعب عرض خلال شهر رمضان المبارك ابتداءً من 29 يونيو 2014 م ويبث البرنامج على قناة فنون ويعتبر من أكثر برامج المسابقات نجاحاً في الكويت.